# NHK Spring Mitsuzawastadion
Het NHK Spring Mitsuzawastadion (Japans: ニッパツ三ツ沢球技場, Nippatsu Mitsuzawa Kyugijo) is een multifunctioneel stadion in Yokohama, een stad in Japan. 

## Algemeen
In het stadion is plaats voor 15.440 toeschouwers. Het stadion werd geopend in 1995 en gerenoveerd in 1964 en 1993. Tussen 1955 en 2008 werd het stadion Yokohama Mitsuzawa Voetbalstadion genoemd. 

## Gebruik
Het stadion wordt vooral gebruikt voor rugby- en voetbalwedstrijden, de voetbalclub Yokohama FC maakt gebruik van dit stadion. Van dit stadion werd ook gebruik gemaakt voor het voetbaltoernooi op de Olympische Zomerspelen van 1964 en het Wereldkampioenschap voetbal onder 20 van 1979.

## Afbeeldingen

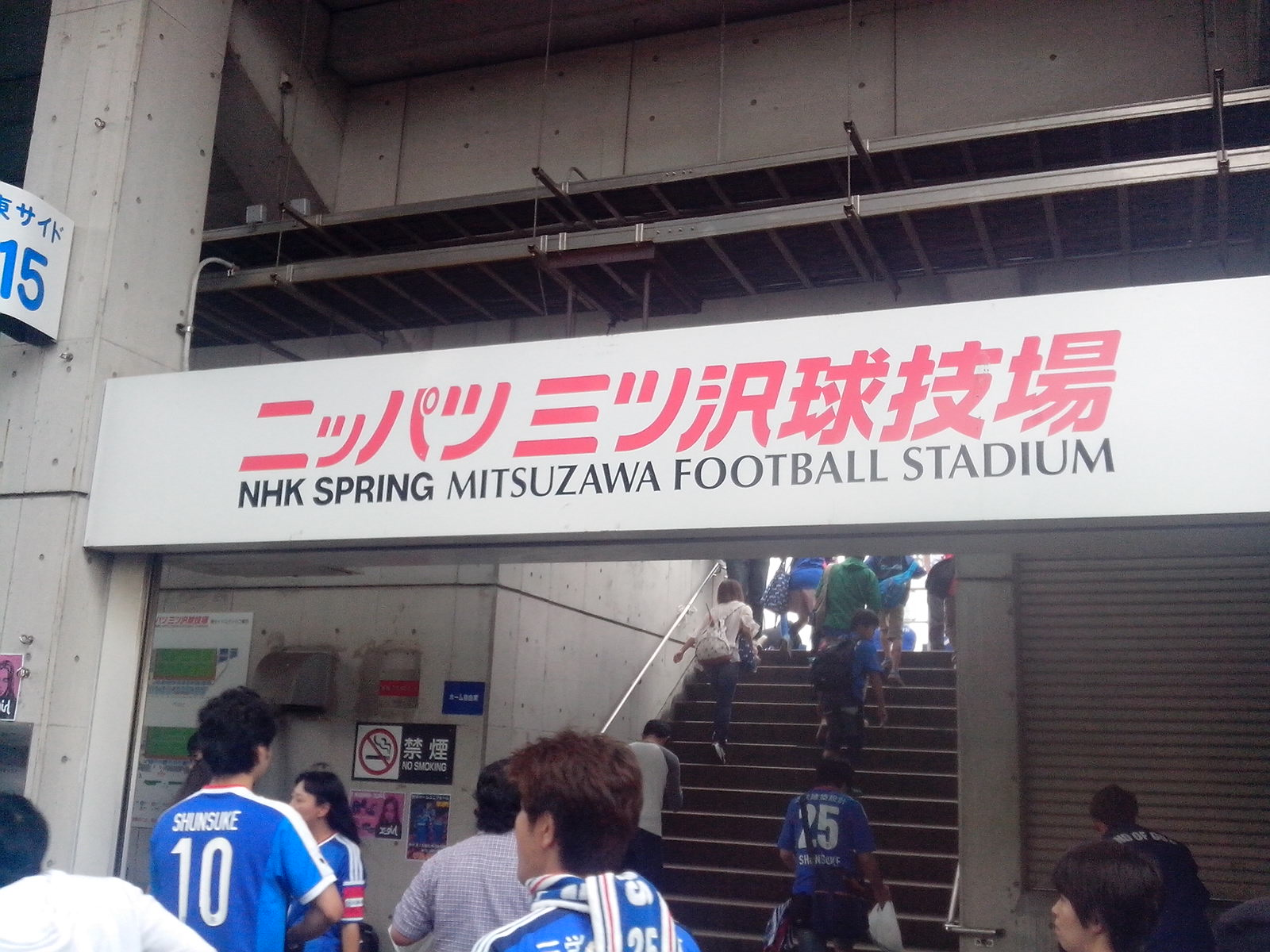
Ingang van het stadion (foto uit 2014).
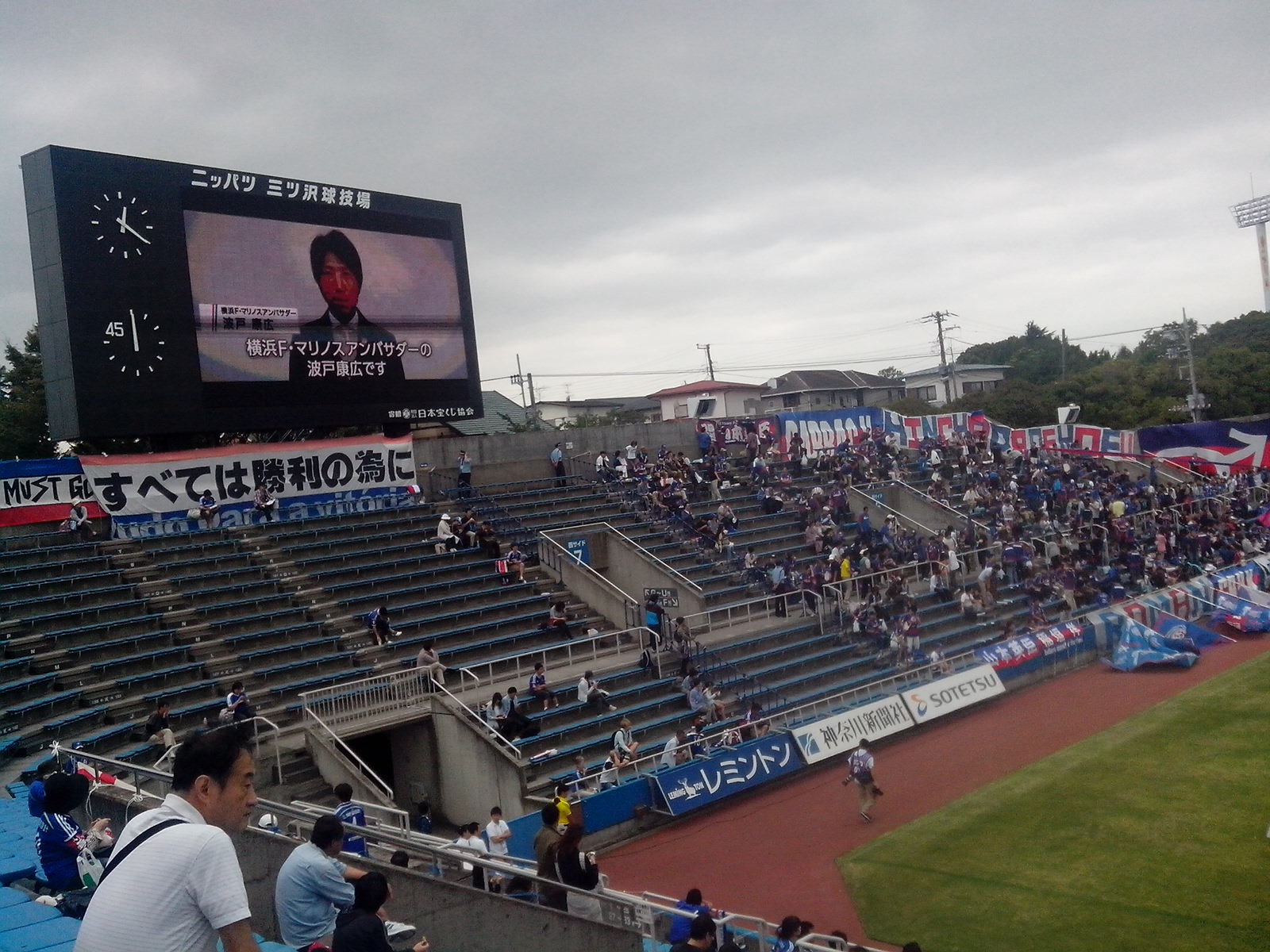
Een deel van de tribune (foto uit 2014).
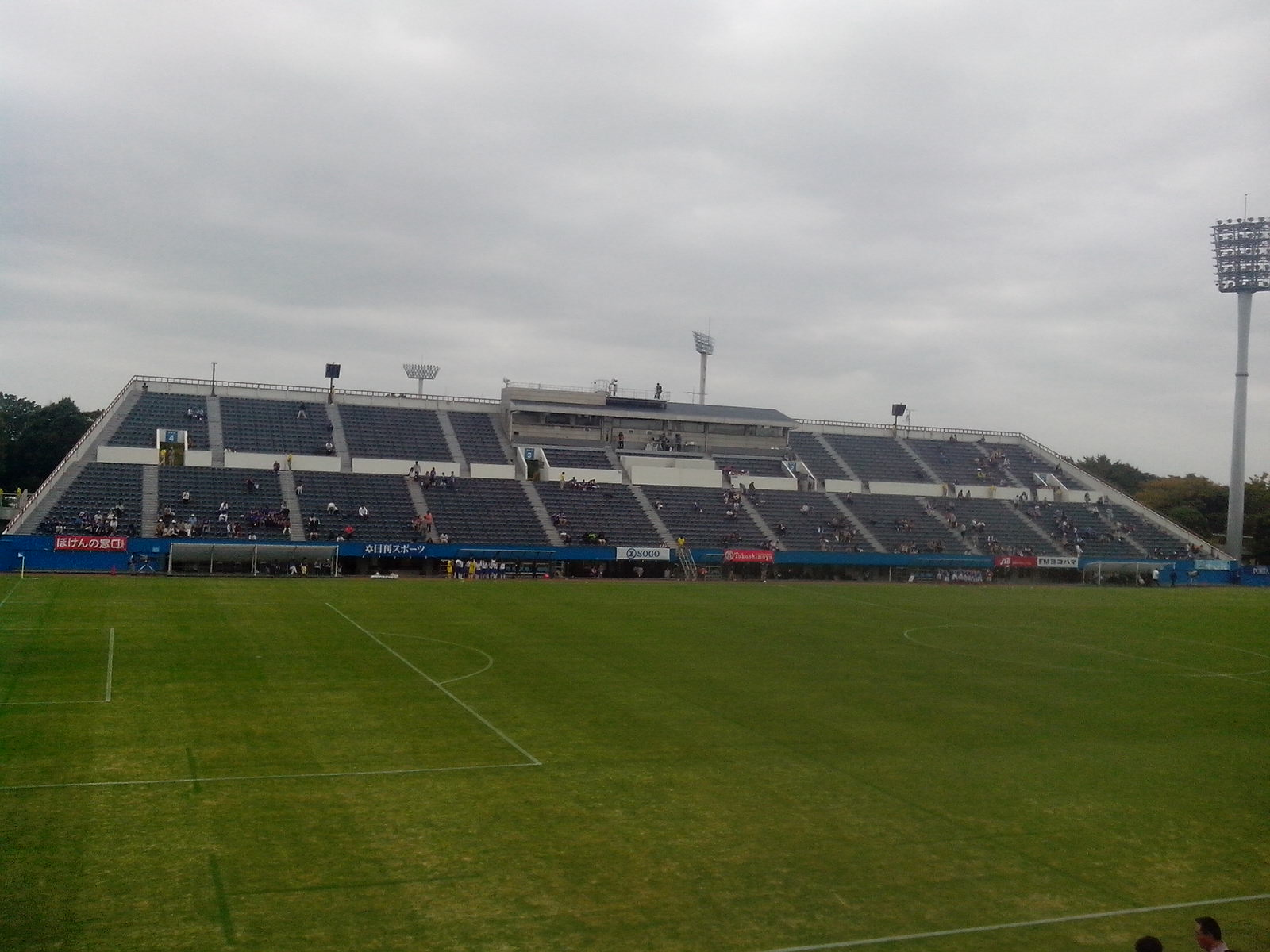
Afbeelding van het veld (foto uit 2010).
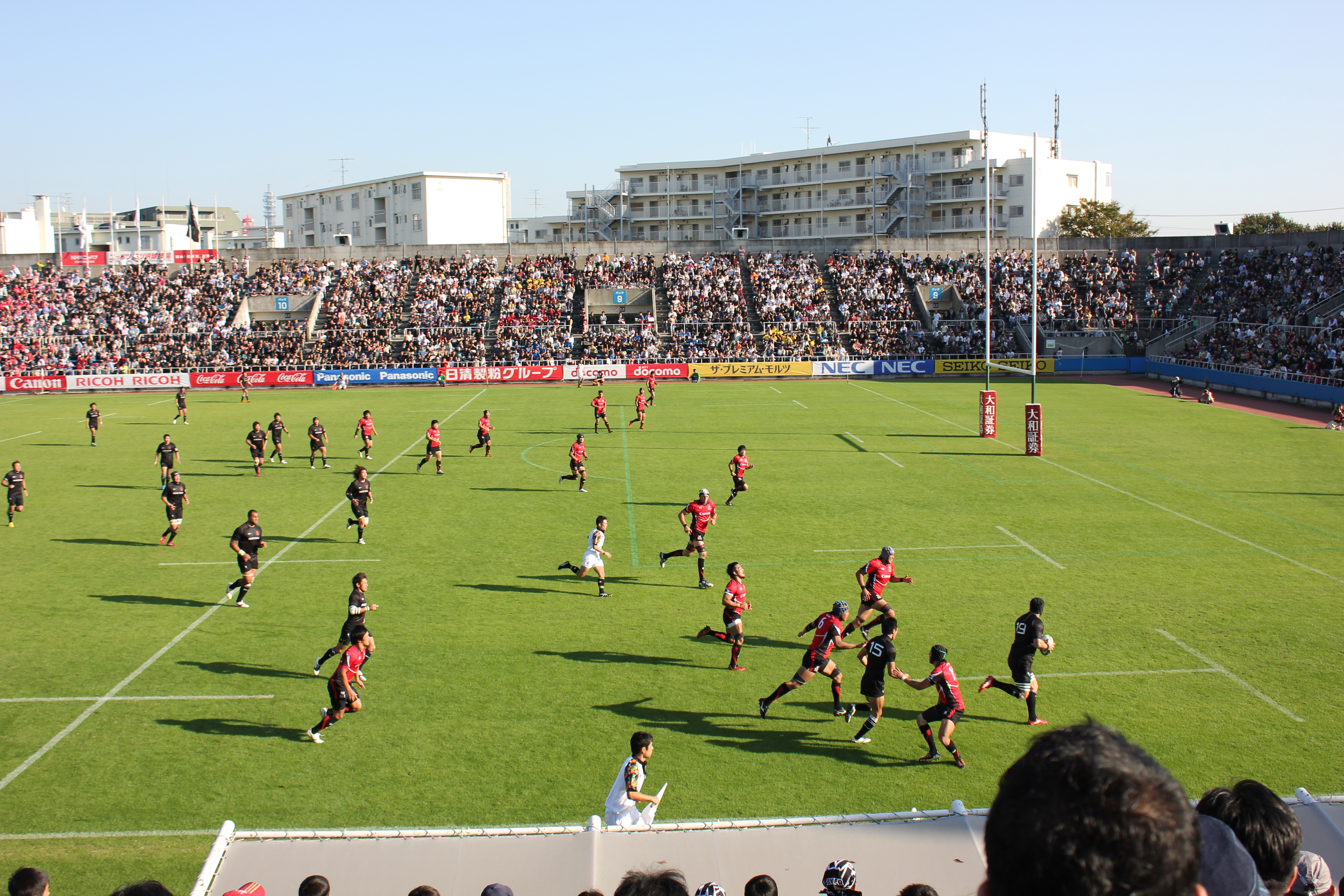
Een rugbywedstrijd in het stadion (foto uit 2012).